# Équipe de Belgique de football en 1900
Chronologie
Saison suivante
L'équipe de Belgique de football en 1900 débute l'histoire des sélections du pays par un premier match qui l'oppose à une équipe française lors des Jeux olympiques d'été. Issue d'une regroupement de plusieurs joueurs, la plupart des universitaires dont certains n'ont pas la nationalité belge, cette équipe est la première à représenter l'ensemble pays et plus seulement un club.

## Tournoi olympique

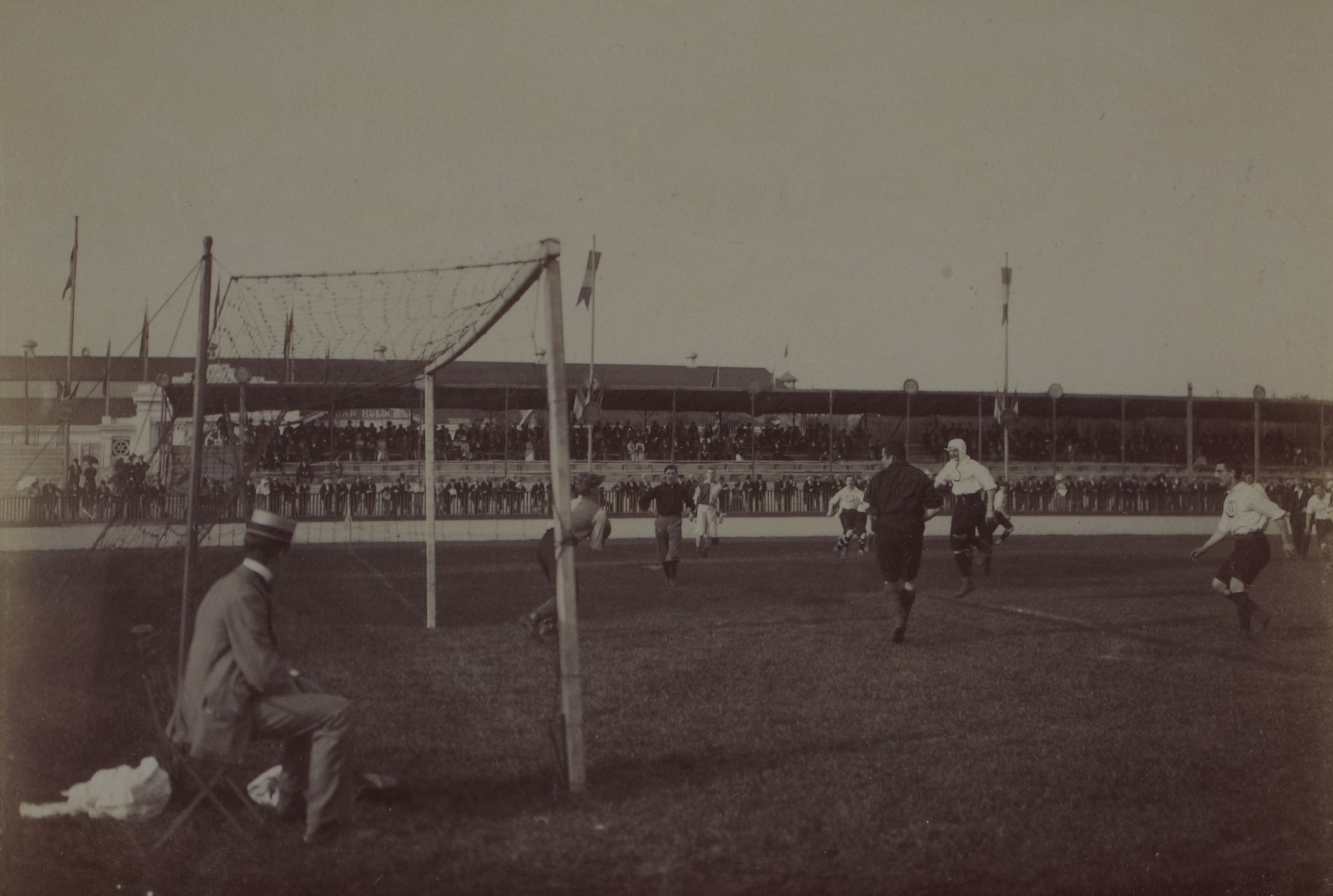
Match de football franco-belge au Vélodrome de Vincennes.

Les premiers matchs de football internationaux d'une sélection belge remontent à l'aube du XXe siècle. Si l'on trouve déjà trace de nombres de confrontations internationales entre clubs un peu partout en Europe, et entre autres depuis Pâques 1900, période à laquelle le Royal Léopold Football Club organise au Kiel d'Anvers la Coupe Van der Straeten-Ponthoz,, il faut toutefois attendre la fin de l'année et les Jeux olympiques d'été de 1900 pour voir se produire pour la première fois une sélection des meilleurs joueurs et universitaires du pays.
C'est en train que l'équipe formée par la Fédération Athlétique Universitaire Belge, ancêtre de la Fédération Sportive Universitaire Belge (FSUB), s'est rendue à Paris pour y disputer une seule et unique rencontre face au Club français sur la pelouse du Vélodrome de Vincennes.
Voici la liste de ces pionniers du football belge international : gardien de but : Marcel Leboutte (Spa Football Club et Université de Liège); arrières : Raul Kelecom (FC Liégeois et Université de Liège), Ernest Moreau de Melen (FC Liégeois et Université de Liège); demis : Alphonse Renier (Racing Club de Bruxelles), Gustave Pelgrims (capitaine, Léopold Football Club et Université de Louvain), Camille Van Hoorden (Racing Club de Bruxelles); avants : Eric Thornton (anglais, Léopold Football Club et Université de Bruxelles), Jean Van Missiel (FC Liégeois et Université de Liège), René Feye (Racing Club de Bruxelles et Université de Louvain), Hendrik van Heuckelum (hollandais, Léopold Football Club), Lucien Londot (FC Liégeois et Université de Liège).
C'est ainsi que ce que l'on peut considérer comme l'équipe de Belgique de football dispute la toute première rencontre de son histoire le 23 septembre 1900,. Elle se conclut par une défaite relativement sévère (6-2),,, après avoir toutefois mené (2-1) à la pause. Cette défaite pouvait s'expliquer notamment par le fait que les joueurs n'avaient jamais évolués ensemble auparavant et par le manque cruel d'entraînement, sept d'entre eux n'ayant plus pratiqué depuis la saison précédente. Comme il n'y avait que trois participants au tournoi olympique, cela permit toutefois à cette sélection mixte de terminer troisième. Le Comité international olympique (CIO) décernera à la Belgique la médaille de bronze a posteriori.
Trois des joueurs précités durent toutefois être suppléés avant le début de la rencontre, respectivement par Eugène Neefs (CS Louvain) en demi, Hilaire Spanoghe (Skill FC de Bruxelles) et Albert Delbecque (Skill FC de Bruxelles) à l'avant. Selon certaines sources, dont notamment La Dépêche et Le Figaro, le score final serait de (7-4), et le résultat tel que noté dans le rapport officiel ne refléterait que celui de la seconde période.
Comme on peut également le remarquer sur la photo d'équipe, il n'avait pas été prévu de tenues harmonisées. Les joueurs évoluèrent donc avec leurs maillots de clubs respectifs. Ce n'est que plus tard qu'il fut décidé de fournir aux joueurs une « chemise aux couleurs nationales (...) [qui désignera], par un galon, le nombre de fois que chaque joueur a participé à une rencontre ».

### Le match
| Jeux olympiques 1900 Tournoi de démonstration                      | France                                        | 6 - 2   | Belgique                 | Vélodrome de Vincennes Paris, France      |                                           |
| 23 septembre 1900 · 14:30 heure locale · Historique des rencontres | Lambert · Peltier · (autres buteurs inconnus) | (1 – 2) | Spanoghe · van Heuckelum | Spectateurs : 1 500 Arbitrage : Jack Wood | Spectateurs : 1 500 Arbitrage : Jack Wood |
| 23 septembre 1900 · 14:30 heure locale · Historique des rencontres | Rapport                                       |         |                          | Spectateurs : 1 500 Arbitrage : Jack Wood | Spectateurs : 1 500 Arbitrage : Jack Wood |

Note : La France est représentée par le Club français et la Belgique par une équipe mixte formée par la Fédération Athlétique Universitaire Belge.

### Les joueurs
| Joueurs                | Joueurs                  | JO 1900 |
| ---------------------- | ------------------------ | ------- |
| Gardiens de but        |                          |         |
| Marcel Leboutte        | Spa Football Club        | 90      |
| Défenseurs             |                          |         |
| Raul Kelecom           | FC Liégeois              | 90      |
| Ernest Moreau de Melen | FC Liégeois              | 90      |
| Milieux                |                          |         |
| Alphonse Renier        | Racing Club de Bruxelles | 90      |
| Gustave Pelgrims       | Léopold Football Club    | 90      |
| Eugène Neefs           | CS Louvain               | 90      |
| Attaquants             |                          |         |
| Eric Thornton          | Léopold Football Club    | 90      |
| Hendrik van Heuckelum  | Léopold Football Club    | 90      |
| Hilaire Spanoghe       | Skill FC de Bruxelles    | 90      |
| Albert Delbecque       | Skill FC de Bruxelles    | 90      |
| Lucien Londot          | FC Liégeois              | 90      |

## Sources